# Alberto Riccardi
Alberto Riccardi (Città di San Marino, 1º ottobre 2006) è un calciatore sammarinese, difensore dell'Imolese e della nazionale sammarinese.

## Carriera

### Club
Cresciuto nel settore giovanile della San Marino Academy, ha debuttato in prima squadra il 1º ottobre 2023 nella partita del Campionato Sammarinese vinta 4-0 contro il Pennarossa. Nel 2024 è stato ceduto in prestito al La Fiorita.

### Nazionale
Ha giocato nelle nazionali giovanili sammarinesi Under-16, Under-17, Under-19 ed Under-21.
Ha debuttato con la nazionale maggiore sammarinese il 24 marzo 2025 nell'incontro di qualificazione per il Campionato mondiale di calcio 2026 contro la Romania.

## Statistiche

### Presenze e reti nei club
Statistiche aggiornate al 17 luglio 2025.
| Stagione                      | Squadra                       | Campionato                    | Campionato | Campionato | Coppe nazionali | Coppe nazionali | Coppe nazionali | Coppe continentali | Coppe continentali | Coppe continentali | Altre coppe | Altre coppe | Altre coppe | Totale | Totale | Totale |
| Stagione                      | Squadra                       | Comp                          | Pres       | Reti       | Comp            | Pres            | Reti            | Comp               | Pres               | Reti               | Comp        | Pres        | Reti        | Pres   | Reti   |        |
| ----------------------------- | ----------------------------- | ----------------------------- | ---------- | ---------- | --------------- | --------------- | --------------- | ------------------ | ------------------ | ------------------ | ----------- | ----------- | ----------- | ------ | ------ | ------ |
| 2023-2024                     | San Marino Academy U22        | CS                            | 5          | 0          | -               | -               | -               | -                  | -                  | -                  | -           | -           | -           | 5      | 0      |        |
| 2024-gen. 2025                | San Marino Academy U22        | CS                            | 14         | 4          | -               | -               | -               | -                  | -                  | -                  | -           | -           | -           | 14     | 4      |        |
| Totale San Marino Academy U22 | Totale San Marino Academy U22 | Totale San Marino Academy U22 | 19         | 4          |                 | -               | -               |                    | -                  | -                  |             | -           | -           | 19     | 4      |        |
| gen.-giu. 2025                | La Fiorita                    | CS                            | 15+5       | 1+1        | CT              | 2               | 0               | UECL               | -                  | -                  | -           | -           | -           | 22     | 2      |        |
| lug. 2025                     | La Fiorita                    | CS                            | -          | -          | CT              | -               | -               | UECL               | 2                  | 0                  | -           | -           | -           | 2      | 0      |        |
| Totale La Fiorita             | Totale La Fiorita             | Totale La Fiorita             | 20         | 2          |                 | 2               | 0               |                    | 2                  | 0                  |             | -           | -           | 24     | 2      |        |
| 2025-2026                     | Imolese                       | D                             | 0          | 0          | CI-D            | 0               | 0               | -                  | -                  | -                  | -           | -           | -           | 0      | 0      |        |
| Totale carriera               | Totale carriera               | Totale carriera               | 39         | 6          |                 | 2               | 0               |                    | 2                  | 0                  |             | -           | -           | 43     | 6      |        |

### Cronologia presenze e reti in nazionale
| Cronologia completa delle presenze e delle reti in nazionale ― San Marino | Cronologia completa delle presenze e delle reti in nazionale ― San Marino | Cronologia completa delle presenze e delle reti in nazionale ― San Marino | Cronologia completa delle presenze e delle reti in nazionale ― San Marino | Cronologia completa delle presenze e delle reti in nazionale ― San Marino | Cronologia completa delle presenze e delle reti in nazionale ― San Marino | Cronologia completa delle presenze e delle reti in nazionale ― San Marino | Cronologia completa delle presenze e delle reti in nazionale ― San Marino |
| Data                                                                      | Città                                                                     | In casa                                                                   | Risultato                                                                 | Ospiti                                                                    | Competizione                                                              | Reti                                                                      | Note                                                                      |
| ------------------------------------------------------------------------- | ------------------------------------------------------------------------- | ------------------------------------------------------------------------- | ------------------------------------------------------------------------- | ------------------------------------------------------------------------- | ------------------------------------------------------------------------- | ------------------------------------------------------------------------- | ------------------------------------------------------------------------- |
| 24-3-2025                                                                 | Serravalle                                                                | San Marino                                                                | 1 – 5                                                                     | Romania                                                                   | Qual. Mondiali 2026                                                       | -                                                                         | 62’                                                                       |
| 7-6-2025                                                                  | Zenica                                                                    | Bosnia ed Erzegovina                                                      | 1 – 0                                                                     | San Marino                                                                | Qual. Mondiali 2026                                                       | -                                                                         | 71’                                                                       |
| 10-6-2025                                                                 | Serravalle                                                                | San Marino                                                                | 0 – 4                                                                     | Austria                                                                   | Qual. Mondiali 2026                                                       | -                                                                         | 74’                                                                       |
| Totale                                                                    |                                                                           | Presenze                                                                  | 3                                                                         |                                                                           | Reti                                                                      | 0                                                                         |                                                                           |

## Palmarès

### Individuale
- Golden Boy FSGC: 1

2025